# Machemont
Machemont település Franciaországban, Oise megyében. Lakosainak száma 808 fő (2022. január 1.). Machemont Cambronne-lès-Ribécourt, Cannectancourt, Chevincourt, Mélicocq, Ribécourt-Dreslincourt és Thourotte községekkel határos.

## Népesség
A település népességének változása:
| Lakosok száma | 697  | 684  | 718  | 749  | 777  | 806  | 804  | 808  |
|               | 2013 | 2015 | 2017 | 2018 | 2019 | 2020 | 2021 | 2022 |